# Nad Žliabkami
Nad Žliabkami (1049 m) – szczyt w masywie Prašivá w zachodniej części Niżnych Tatr na Słowacji. Wznosi się w grzbiecie oddzielającym Dolinę Hiadelską (Hiadeľská dolina) od Doliny Sopotnickiej (Sopotnická dolina). Ze stoków zachodnich spływa potok Vàžna, stoki wschodnie opadają do doliny potoku Sopotnička (dopływ Sopotnicy).
Nad Žliabkami porasta las, w rejonach szczytu są w nim gołe skały. Nie prowadzi tędy żaden znakowany szlak turystyczny, ale zboczami dookoła szczytu biegnie droga leśna.